# Campeonato Paulista de Futebol Feminino de 2022
O Campeonato Paulista Feminino de 2022 foi a 30.ª edição desta competição de futebol feminino organizada pela Federação Paulista de Futebol (FPF). A competição foi disputada entre os dias 10 de agosto e 21 de dezembro. 
O campeão de 2022 foi o Palmeiras, após vencer o Santos nas finais, que foram disputadas em dois jogos, nos dias 17 e 21 de dezembro. Comandadas pela meio-campista Bia Zaneratto, as jogadoras da equipe alviverde conquistaram o título após vencer o Santos por 2 a 1 na finalíssima da competição, disputada no Allianz Parque.
A competição contou com uma premiação recorde para os clubes participantes, sendo 2,6 milhões no total.

## Formato e Regulamento
O Campeonato Paulista Feminino de 2022 foi disputado por doze agremiações em três fases distintas: na primeira, os participantes se enfrentaram em turno único.
Após onze rodadas, os quatro primeiros se qualificaram para as semifinais, disputadas entre o clube melhor colocado na primeira fase e o quarto melhor e entre o segundo e o terceiro.
Os vencedores avançaram para a final. Esta terceira e última fase foi disputada também em duas partidas, com o mando de campo da última partida para o clube com melhor campanha.

## Participantes
As doze agremiações que participaram da edição de 2022 foram:
| Equipe              | Cidade                | Estádio                  | Títulos                     | Ref.  |
| ------------------- | --------------------- | ------------------------ | --------------------------- | ----- |
| AD Taubaté          | Taubaté               | Joaquim de Morais Filho  | —                           | [ 7 ] |
| Corinthians         | São Paulo             | Alfredo Schürig          | 3 (2019, 2020 e 2021)       | [ 7 ] |
| EC São Bernardo     | São Bernardo do Campo | Giglio Portugal Pichinin | —                           | [ 7 ] |
| Ferroviária         | Araraquara            | Adhemar de Barros        | 4 (2002, 2004, 2005 e 2013) | [ 7 ] |
| Palmeiras           | São Paulo             | Allianz Parque           | 1 (2001)                    | [ 7 ] |
| Pinda               | Pindamonhangaba       | Carlos Ferracini         | —                           | [ 7 ] |
| Portuguesa          | São Paulo             | Canindé                  | 2 (1998 e 2000)             | [ 7 ] |
| Realidade Jovem     | São José do Rio Preto | Benedito Teixeira        | —                           | [ 7 ] |
| Red Bull Bragantino | Bragança Paulista     | CFA Red Bull             | —                           | [ 7 ] |
| Santos              | Santos                | Urbano Caldeira          | 4 (2007, 2010, 2011 e 2018) | [ 7 ] |
| São José-SP         | São José dos Campos   | Martins Pereira          | 3 (2012, 2014 e 2015)       | [ 7 ] |
| São Paulo           | São Paulo             | Marcelo Portugal Gouvêa  | 2 (1997 e 1999)             | [ 7 ] |

## Transmissão
O campeonato contou com transmissão integral de todos os jogos, sendo exibido por oito players: TV Globo, SporTV, Estádio TNT Sports, YouTube, Paulistão Play, Eleven Sports, Dale e Centauro.

## Primeira Fase
Os resultados das partidas da competição estão apresentados nos chaveamentos abaixo. A primeira fase foi disputada por pontos corridos, com os seguintes critérios de desempates sendo adotados em caso de igualdades: número de vitórias, saldo de gols, número de gols marcados, número de cartões vermelhos recebidos, número cartões amarelos recebidos e sorteio. Por outro lado, nas fases eliminatórias, que tiveram partidas de ida e volta, as equipes mandantes da primeira partida estão destacadas em itálico e as vencedoras do confronto, em negrito. 
Conforme preestabelecido no regulamento, o resultado agregado das duas partidas definiu quem avançou à final.

## Fases finais
|  | Semifinal   | Semifinal | Semifinal | Semifinal |   |           | Final | Final | Final | Final |
|  |             |           |           |           |   |           |       |       |       |       |
|  | Palmeiras   | 4         | 1         | 5         |   |           |       |       |       |       |
|  | Ferroviária | 4         | 0         | 4         |   |           |       |       |       |       |
|  | Ferroviária | 4         | 0         | 4         |   | Palmeiras | 1     | 2     | 3     |       |
|  |             |           |           |           |   | Palmeiras | 1     | 2     | 3     |       |
|  |             | Santos    | 0         | 1         | 1 |           |       |       |       |       |
|  | São Paulo   | Santos    | 0         | 1         | 1 | 0         | 2     | 2     |       |       |
|  | São Paulo   |           |           |           |   | 0         | 2     | 2     |       |       |
|  | Santos      | 1         | 3         | 4         |   |           |       |       |       |       |

### Final
| 17 de dezembro de 2022 | Santos | 0-1    | Palmeiras           | Estádio Bruno José Daniel, Santo André |
| 19:00                  |        | Súmula | Patrícia Sochor 93' | Árbitro: SP Marianna Nanni Batalha     |

| 21 de dezembro de 2022 | Palmeiras                          | 2-1    | Santos     | Allianz Parque, São Paulo                       |
| 15:30                  | Bia Zaneratto 66' · Ary Borges 76' | Súmula | Ketlen 82' | Público: 20,071 Árbitro: SP Edina Alves Batista |

## Premiação
| Campeão do Campeonato Paulista de Futebol Feminino de 2022 |
| ---------------------------------------------------------- |
| Palmeiras Campeão (2° título)                              |

## Seleção do Campeonato[13]
| Pos.                 | Jogador       | Clube               |
| -------------------- | ------------- | ------------------- |
| G                    | Camila        | Santos              |
| LD                   | Fê Palermo    | São Paulo           |
| Z                    | Poliana       | Palmeiras           |
| Z                    | Thais Regina  | São Paulo           |
| LE                   | Bia Menezes   | Santos              |
| M                    | Ary Borges    | Palmeiras           |
| M                    | Brena         | Santos              |
| M                    | Micaelly      | São Paulo           |
| A                    | Ariel         | Red Bull Bragantino |
| A                    | Cristiane     | Santos              |
| A                    | Bia Zaneratto | Palmeiras           |
| T                    | Kleiton Lima  | Santos              |
| Revelação            | Gi Fernandes  | Santos              |
| Artilheira           | Cristiane     | Santos              |
| Craque da Galera     | Cristiane     | Santos              |
| Craque do Campeonato | Cristiane     | Santos              |